# Хеннуч
Хеннуч — река на полуострове Камчатка. Протекает по территории Тигильского района Камчатского края России.
Длина реки — 68, площадь бассейна 401 км². Берёт исток со склонов безымянной сопки высотой 532 м, протекает в основном в южном направлении до впадения в реку Хайрюзова справа.
Гидроним вероятно имеет ительменское происхождение.
Река являются местом нереста лососёвых.

## Притоки
Объекты перечислены по порядку от устья к истоку (← левый приток | → правый приток | — объект на реке):
- → Илистый
- ← Сизый
- ← Еремин
- ← Кустарничковый

По данным государственного водного реестра России относится к Анадыро-Колымскому бассейновому округу.